# 货物凭A.T.A.报关单证册暂时进口的海关公约
货物凭A.T.A.报关单证册暂时进口的海关公约，简称ATA公约，是1961年世界海关组织（时称海关合作理事会）制订的国际公约。公约在比利时布鲁塞尔通过，于1962年7月30日生效，保存人是世界海关组织秘书长。

## 参与方
公约缔约国、海关合作理事会、关税贸易总协定、联合国教科文组织与会并通过了本公约。

## 内容
公约（第一章）中，A.T.A.或“暂准进口”指（各公约及进口国国内法规所订条款）暂时免征进口各税的进口。
公约第二章列明了适用范围，包括：
1. 缔约方接受在其境内有效和按本公约规定条件核发和适用的暂准进口报关单证册；
2. 缔约方对其他暂时进口国际公，或按其法规所定的暂时进口制度进口的货物，接受其按类似条件核发适用的A.T.A.报关单证册；
3. 缔约方对过境转运货物，接受其按类似条件核发适用的A.T.A.报关单证册；

公约附件规定了A.T.A.报关单证册格式。

## 例外
公约（第3条第4款）规定供加工和修配用的货物不应凭A.T.A.报关单证册进口。